# Bajdiwka
Bajdiwka (ukr. Байдівка) – wieś na Ukrainie, w obwodzie ługańskim, w rejonie starobielskim, w hromadzie Szulhynka. W 2001 liczyła 1184 mieszkańców, spośród których 1133 wskazało jako ojczysty język ukraiński, 48 rosyjski, 2 białoruski, a 1 inny.